# Valea Grecului, Vaslui
Valea Grecului este un sat în comuna Duda-Epureni din județul Vaslui, Moldova, România.

## Personalități
- Vasile Aciobăniței - sculptor